# Jarl Hamilton
Jarl Hugo Friis Hamilton, född 25 augusti 1919 i Stockholm, död där 3 juni 1973, var en svensk skådespelare.
Hamilton filmdebuterade 1946 i Ragnar Hyltén-Cavallius långfilm Klockorna i Gamla sta'n. Han kom att medverka i sammanlagt åtta filmer mellan 1946 och 1955.

## Filmografi
- 1946 – Klockorna i Gamla Sta'n
- 1946 – Möte i natten
- 1947 – Två kvinnor
- 1950 – Påhittiga Johansson
- 1952 – 69:an, sergeanten och jag
- 1953 – Ogift fader sökes
- 1954 – Sju svarta "Be-Hå"
- 1955 – Åsa-Nisse ordnar allt